# Teòdot d'Antioquia
Teòdot (grec antic: Θεὸδοτος, llatí: Theodotus) fou Patriarca d'Antioquia del 423 al 427. Fou elogiat per Teodoret. El seu èxit principal fou aconseguir el retorn dels sectaris apol·linaristes a l'Església Ortodoxa. Va escriure un llibre contra aquesta heretgia titulat κατὰ Συνουσιαστῶν, del qual es conserva un fragment.